# 尤金妮郡主 (英國)
傑克·布魯斯班克夫人尤金妮公主（英語：Princess Eugenie, Mrs Jack Brooksbank，1990年3月23日—），全名尤金妮·維多利亞·海倫娜（英語：Eugenie Victoria Helena），是英國王室成員。她是約克公爵安德魯王子與約克公爵夫人莎拉的次女，現任英王查爾斯三世的姪女。她出生時為英國王位第六順位繼承人，現位列第十二。
尤金妮出生於倫敦的波特蘭醫院，曾就讀於聖喬治學校及馬爾伯勒學院，後於紐卡素大學攻讀英語文學與藝術史，並獲得學士學位。她曾加入拍賣行Paddle8，後擔任藝術畫廊豪瑟沃斯的總監。尤金妮亦私下參與多個慈善組織的工作，包括危機中的兒童及反奴隸國際組織。
2018年，尤金妮與英國市場營銷主管傑克·布魯斯班克舉行婚禮。兩人育有兩子：奧古斯特與歐內斯特。

## 早年生活
尤金妮於1990年3月23日通過剖腹產在倫敦西區的波特蘭醫院出生，是約克公爵安德魯王子與約克公爵夫人莎拉的次女，也是伊利沙伯二世和愛丁堡公爵菲臘親王的第六個孫輩。
1990年12月23日，她在桑德靈厄姆聖抹大拉的馬利亞教堂由諾里奇主教彼得·諾特施以嬰兒洗禮，取名尤金妮·維多利亞·海倫娜。她是首位公開受洗的王室嬰兒，也是女王孫輩中唯一未使用百合花洗禮盆受洗的成員。
尤金妮六歲時父母離異。約克公爵夫婦協議共同撫養兩名女兒。離婚後，女王向其父母提供了140萬英鎊，為碧翠絲公主和她設立信託基金。尤金妮與姐姐經常隨父母一方或雙方出國旅行。
2002年10月，12歲的尤金妮在倫敦皇家國家骨科醫院接受脊柱側彎矯正手術，其背部植入兩根長30公分的鈦合金支架。術後她未再接受任何脊柱相關手術。

## 教育與職業生涯
尤金妮於1992年至1993年在溫克菲爾德蒙特梭利學校就讀，隨後與姐姐一同就讀位於溫莎的厄普頓豪斯學校（Upton House School）至1995年。1995年至2001年，她就讀考沃斯公園學校（Coworth Park School），之後轉學至溫莎城堡附近的St George's School, Windsor Castle直至2003年。此後，她在威爾特郡的馬爾伯勒學院寄宿就讀五年。在馬爾伯勒期間，她完成三門A-level課程，其中藝術與英語文學獲A等，藝術史獲B等。經歷間隔年後，她於2009年9月進入紐卡素大學，2012年以英國文學與藝術史2:1學位成績畢業。
2013年，尤金妮移居紐約市，於一家在線拍賣行“Paddle8”擔任慈善拍賣經理一年。2015年7月，她返回倫敦加入當代藝術畫廊豪瑟沃斯，初任副總監並於2017年晉升為總監。
在第五台紀錄片《碧翠絲與尤金妮：備受呵護的公主》（Beatrice and Eugenie: Pampered Princesses）中，皇室評論員理查德·凱（Richard Kay）指出尤金妮在間隔年國際旅行期間享有納稅人資助的安保。2022年1月，有報導稱尤金妮於2011年失去納稅人資助的警方安保，據稱此舉源於其伯父查理斯的干預。該決定出於對非在職皇室成員安保高昂成本的考量——尤金妮間隔年的安保費用據報超過10萬英鎊。查理斯認為此開支過高，因尤金妮與碧翠絲承擔重要皇室職責的可能性較低。此舉據傳激怒了安德魯，他曾向女王力爭其女兒應享有完整皇室成員待遇。
2023年7月，尤金妮加入致力推動聯合國永續發展目標的社群「目標之家」（Goals House）顧問委員會。

## 婚姻與家庭
白金漢宮的約克公爵辦公室於2018年1月22日宣布尤金妮與傑克·布魯斯班克訂婚的消息。這對情侶已交往七年，他們是在瑞士的韋爾比耶滑雪假期中透過朋友介紹認識，當時布魯斯班克正在當地工作。兩人在尼加拉瓜度假時訂婚。2018年4月，這對夫婦從聖詹姆斯宮搬出，入住肯辛頓宮的常春藤小屋。婚禮於2018年10月12日在溫莎城堡的聖喬治禮拜堂舉行。婚紗由英國時裝設計師彼得·皮洛托（Peter Pilotto）與比利時的克里斯多福·德沃斯（Christopher de Vos）共同設計，設計特意展示她的手術疤痕。尤金妮選擇展示疤痕以感謝幫助過她的人，並激勵其他脊柱側彎患者。
布魯斯班克夫婦育有兩子。長子奧古斯特·菲臘·霍克·布魯斯班克於2021年2月9日在倫敦的波特蘭醫院出生。尤金妮於2023年5月30日生下次子歐內斯特·喬治·朗尼·布魯斯班克。  
2020年11月至2022年5月期間，這對夫婦的主要住所是浮若閣摩爾別墅，該別墅曾租給尤金妮的表兄哈利王子。2022年5月，有報導稱他們已移居葡萄牙，而布魯斯班克在當地為邁克爾·梅爾德曼工作，在英國期間將再次入住常春藤小屋。

## 活動

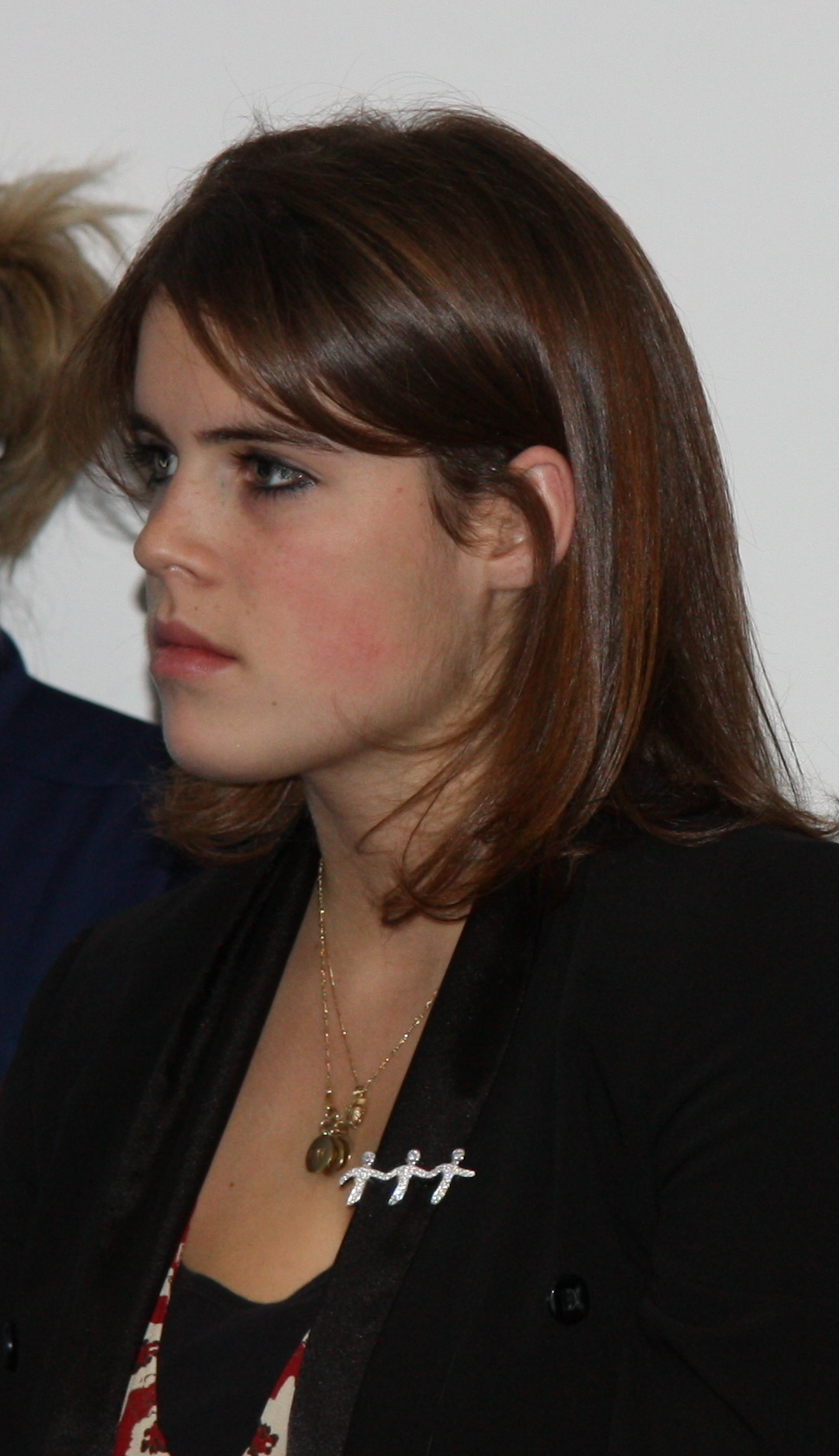
尤金妮於2008年10月在利茲出席首次公開活動，為青少年癌症信托的醫療單位揭幕。

尤金妮並未從王室私用金中領取任何津貼。不過，她偶爾會參與公開活動，通常與她支持的慈善機構相關，包括“青少年癌症信托”和“危機中的兒童”。2018年，“危機中的兒童”與國際兒童慈善機構“街童”（Street Child）合併，尤金妮仍擔任大使。
2007年，尤金妮與姐姐代表父親出席伯母威爾斯王妃戴安娜的感恩儀式。2008年，她首次單獨執行公開活動，為青少年癌症信托在利茲的年輕癌症患者醫療單位揭幕。
2011年6月2日，尤金妮與父親一同訪問皇家國家骨科醫院，作為她的首批正式活動之一。2012年4月，她同意擔任該醫院重建計劃的贊助人，是她的首個贊助職位。2014年，尤金妮為皇家國家骨科醫院的兒童病房重新揭幕 同年，她與倫敦雛菊珠寶合作設計限量版慈善手鐲，收益用於支持皇家國家骨科醫院的籌款計劃。2019年3月，尤金妮成為皇家國家骨科醫院慈善機構的贊助人。同年，她獲任命為霍雷肖花園（Horatio's Garden）的贊助人，該慈善機構為國民保健署脊椎損傷中心的患者打造花園。

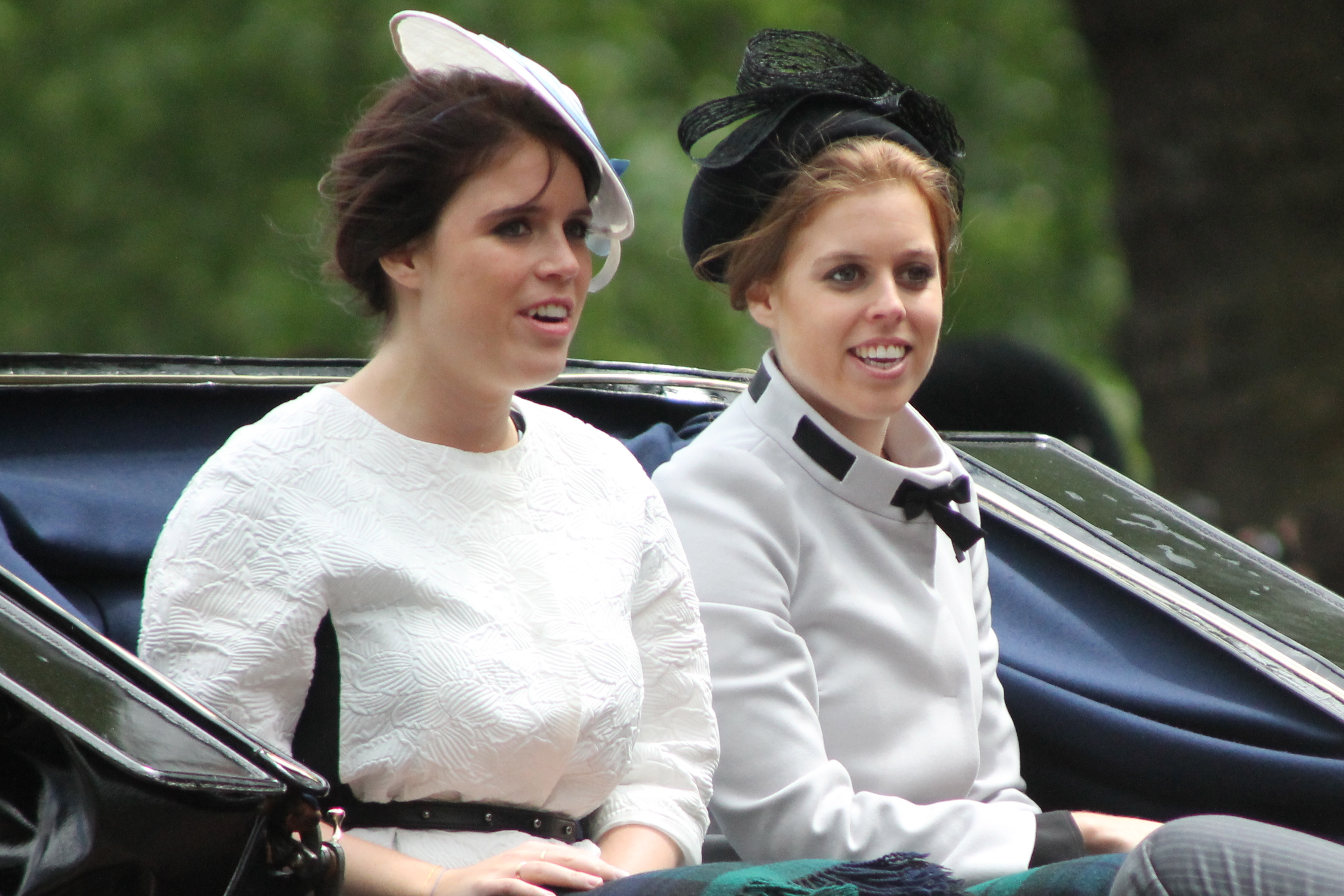
2013年，尤金妮（左）與姐姐碧翠絲參與軍旗敬禮分列式。

2013年1月，尤金妮與姐姐在德國推廣英國文化。2016年，尤金妮與母親及姐姐合作英國當代藝術家泰迪·麥當勞。畫作《Royal Love》於皇家小屋創作，在倫敦展出後拍賣，收益由泰迪·麥當勞捐予危機中的兒童。2016年6月，尤金妮與姐姐成為青少年癌症信托的聯合贊助人。2016年，尤金妮訪問救世軍的庇護所，會見性虐待與現代奴隸制受害者。
2017年，尤金妮成為新當代藝術博物館阿爾忒彌斯理事會的大使，該會員計劃專注支持女性藝術家。2018年，她擔任Project 0大使，該機構與天海救援（Sky Ocean Rescue）合作，致力減少塑料污染對海洋的影響。2018年7月，尤金妮以反奴隸制集體聯合創始人身份在聯合國總部舉行的NEXUS全球峰會發言，探討終結現代奴隸制。她與朱莉婭·德·博因維爾（Julia de Boinville）於2017年創立該組織，靈感源自2012年加爾各答之行對奴隸制問題的認識。2018年9月，她訪問塞爾維亞，會見聯合國信托基金支持的反販運行動（Anti-trafficking Action）與ATINA組織，對抗人口販賣與婦女暴力問題。2019年8月，她宣布推出王室首個播客節目，與朱莉婭·德·博因維爾探討現代奴隸制議題。首集《Floodlight》於2022年4月上線。2019年7月，尤金妮與赫爾大學威伯福斯研究所（Wilberforce Institute）合作，於西敏寺舉辦活動探討現代奴隸制現狀。2019年10月，她成為反奴隸國際組織贊助人。2019年4月，她陪同祖母出席溫莎城堡聖喬治禮拜堂的皇家濯足節儀式。
2020年5月，尤金妮與丈夫協助救世軍打包食物，支援2019冠狀病毒病疫情期間的民眾。2020年10月，她成為英國脊柱側彎協會（Scoliosis Association UK）贊助人。2021年6月，尤金妮擔任藍色海洋基金會大使，於萨默塞特府會見環保人士。2021年10月，她訪問救世軍外展中心，參與現代奴隸倖存者的藝術治療課程。2022年6月，她推出《海洋倡議者系列》，探討海洋保育議題。
2022年9月17日，在女王伊利沙伯二世國喪期間，尤金妮與姐姐及六位表親在西敏廳為女王靈柩守靈15分鐘。9月19日，她與其他家族成員出席國葬儀式。

## 稱號與頭銜
作為女王的內孫女，尤金妮公主被稱為「約克的尤金妮公主殿下」（Her Royal Highness Princess Eugenie of York），其中「約克」的領地稱號源自其父親的約克公爵頭銜。自結婚後，她在《宮廷通報》中的正式稱號改為「傑克·布魯斯班克夫人尤金妮公主殿下」（Her Royal Highness Princess Eugenie, Mrs Jack Brooksbank）。

## 外部連結
- 尤金妮郡主的Instagram帳戶
- 尤金妮郡主在互联网电影资料库（IMDb）上的資料（英文）

| 尤金妮公主溫莎王朝出生于：1990年3月23日 | 尤金妮公主溫莎王朝出生于：1990年3月23日 | 尤金妮公主溫莎王朝出生于：1990年3月23日 |
| 頭銜繼承順序                            | 頭銜繼承順序                            | 頭銜繼承順序                            |
| --------------------------------------- | --------------------------------------- | --------------------------------------- |
| 前任者： 雅典娜·馬佩利·莫茨             | 英國王位繼承 第十二位                   | 下一順位： 奧古斯特·布魯斯班克          |
| 聯合王國排位名單                        |                                         |                                         |
| 前任者： 碧翠絲公主                     | 女士 傑克·布魯斯班克夫人尤金妮公主殿下  | 下一順位： 路易絲·蒙巴頓-溫莎女爵       |